# Terter (Bułgaria)
Terter (bułg. Тертер) – wieś w Bułgarii, w obwodzie Razgrad, w gminie Kubrat. W 2023 roku liczyła 236 mieszkańców.